# A.D.I.D.A.S.
 A.D.I.D.A.S  — пісня і другий сингл американської ню-метал-групи Korn з другого студійного альбому  Life Is Peachy, що став для групи проривом.
Пісня залишається однією з найвідоміших пісень Korn не тільки з альбому, а й за всю кар'єру групи. Можливо, цю пісню так легко запам'ятати через мінорний лад гри на семиструнній гітарі і нескладний текст. Назву пісні можна розшифрувати як «Цілий день я мрію про секс». Критик All Music Guide Стівен Томас Ерлівайн назвав пісню «кінетичним фанк-металічним треком, який був найкращим в альбомі».

## Позиції в чартах
Хоча пісня поки ще не досягала рівня Follow The Leader, вона стала менш популярною в порівнянні з піснями, що увійшли в перший однойменний альбом групи. Для трансляції A.D.I.D.A.S. в радіоефірі, пісня була переписана з прибранням ненормативної лексики. Продажі CD синглу, незважаючи на досить дивний факт відсутності на диску оригінальної пісні, були досить успішною і «ADIDAS» став першим синглом групи, який потрапив в американські чарти з 13-ю піковою позицією в чарті Billboard  Bubbling Under Hot 100 Singles.

## Трек-лист

### Американська версія
1. «A.D.I.D.A.S.» (Synchro dub) — 4:27
2. «A.D.I.D.A.S.» (Under Pressure mix) — 3:55
3. «A.D.I.D.A.S.» (The Wet Dream mix) — 3:35
4. «Wicked» (Tear the Roof Off mix) — 3:47

### Британська версія №1
1. «A.D.I.D.A.S.» (radio mix) — 2:32
2. «Chi» (live) — 4:46
3. «Ball Tongue» (live) — 4:56
4. «Low Rider/Shoots and Ladders» (live) — 6:14

### Британська версія №2
1. «A.D.I.D.A.S.» (альбомная версия) — 2:32
2. «Faget» — 5:50
3. «Porno Creep» — 2:01
4. «Blind» — 4:18

## Відео
Відеокліп на A.D.I.D.A.S. є єдиним офіційним відео з альбому  Life Is Peachy. Відео поставив відомий режисер Джозеф Кан. Сюжет розгортається навколо автомобільної катастрофи, яка стає причиною загибелі музикантів Korn, з вини сутенера і його повій. Сам сутенер вижив і був розлючений, через те, що всі його повії загинули. Поліцейські та пожежники огороджують місце аварії, і транспортують трупи в морг, де професори вивчають їх дивним способом. Джонатана Девіса можна побачити лежачим на столі в розшитому блискітками костюмі Adidas і жіночій спідній білизні. Такий сюжет заснований на одному випадку з минулого Джонатана, коли він сам працював в морзі і туди поступив мертвий сутенер. Коли вони вивчили його, Девіс виявив що сутенер одягнений у жіночу білизну. Джонатан тоді подумав, що це найкумедніша річ, яку він коли-небудь бачив, тому він вирішив включити це у відео. Відеокліп вийшов 6 січня 1997 року.

## Зв'язок назви з компанією Adidas
Той факт, що назва пісні така ж як у німецького спортивного виробника одягу Adidas, не є збігом, тому що одяг цієї фірми була улюбленою маркою музикантів в ранніх років їхньої творчості. А також сам жанр музики, що виконується Korn, іноді називають Adidas-рок. За іронією долі, у 1998 році Korn уклали контракт з одним з найпринциповіших конкурентів Adidas, фірмою Puma.